# Belyj voron
Belyj voron (Белый ворон) è un film del 1980 diretto da Valerij Jakovlevič Lonskoj.

## Trama
Il film racconta di un minatore di nome Egor, che va a riposare nel sud e conosce la sposata Sonja, che ha cambiato sia lui che la sua vita.